# Aeroporto Internazionale di Huntsville-Carl T. Jones
L'aeroporto internazionale di Huntsville è un aeroporto situato a 14 km a sud ovest dal centro di Huntsville in Alabama, negli Stati Uniti d'America.